# Suore di Santa Maria Maddalena Postel (Heiligenstadt)
Le Suore di Santa Maria Maddalena Postel (in tedesco Schwestern der Hl. Maria Magdalena Postel, Heiligenstädter Schulschwestern; sigla S.M.M.P.) sono un istituto religioso femminile di diritto pontificio.

## Storia
Le origini dell'istituto risalgono a un gruppo di quattro maestre di Heiligenstadt che, verso il 1858, si riunirono per condurre vita comune e adottarono una regola basata su quella dei Fratelli delle scuole cristiane; nel 1862 la comunità si unì all'istituto francese delle suore delle scuole cristiane della misericordia di Maria Maddalena Postel. Lo sviluppo del ramo tedesco dell'istituto fu rapido e in breve arrivò a contare 12 case.
Nel 1912 fu effettuato il primo tentativo di separare le case tedesche dalla congregazione e costituirle in istituto autonomo, ma l'iniziativa dai cardinali José de Calasanz Félix Santiago Vives y Tutó, prefetto della congregazione dei religiosi, e Domenico Ferrata, protettore delle suore: il 22 febbraio 1913, comunque, le case tedesche furono erette in provincia.
Poiché i rapporti tra la provincia tedesca e la congregazione francese si facevano sempre più difficoltosi, a istanza del vescovo di Paderborn, il 31 agosto 1920 la Santa Sede eresse la provincia in istituto autonomo, che conservò titolo e costituzioni dell'istituto-madre.

## Attività e diffusione
Le suore si dedicano all'istruzione della gioventù e alla cura di malati e anziani, anche a domicilio.
Oltre che in Germania, sono presenti in Bolivia, Brasile, Mozambico e Romania; la sede generalizia è a Heilbad Heiligenstadt.
Alla fine del 2015 l'istituto contava 301 religiose in 57 case.